# Tkibouli
Tkibouli (en géorgien : ტყიბული, parfois transcrit Tqibuli) est une ville du centre-ouest de la Géorgie, dans la région d'Iméréthie. Elle est aussi le centre du district de Tkibouli.

## Ville

### Situation
À environ 160 kilomètres à vol d'oiseau au nord-ouest de la capitale Tbilissi, et à 25 kilomètres au nord-est de la capitale régionale de Koutaïssi, elle se trouve dans la partie septentrionale de l'Iméréthie, non loin du Ratcha, au pied du mont Nakerala, qui culmine à environ 1500 m. Elle s'étend sur plusieurs kilomètres dans l'étroite vallée de la rivière du même nom Tqibouli (plus bas appelée Dsewri), un affluent droit de la Qwirila, elle-même affluent droit de la Rioni. Non loin de la ville se trouvent deux réservoirs artificiels.

### Histoire
Le nom Tkibouli apparaît dans des documents du XIIIe siècle. Mais des traces d'habitation plus ancienne ont été découvertes dans des grottes.
Des gisements houillers ont été découverts en 1845 près du village de Tkwibouli (en russe : Тквибули), ainsi que l'endroit s'appelait jusqu'à la première moitié du XXe siècle. Leur exploitation à l'échelle industrielle n'a commencé seulement après la réalisation d'une ligne de chemin de fer depuis Koutaïssi en 1887. Une usine fut construite, et dès 1897 on extrayait environ 20 000 tonnes de charbon.
À l'époque soviétique, l'exploitation a été considérablement élargie et la population de la ville multipliée. Tkibouli a reçu son statut de ville en 1939. De 1945 à 1949 le camp 518 de prisonniers de guerre allemands de la seconde guerre mondiale, situé dans la ville, a hébergé jusqu'à 7600 détenus, qui étaient principalement employés dans l'industrie minière du charbon et l'industrie du bâtiment.
C'est à cette époque que la ligne de chemin de fer fut électrifiée jusqu'à Tqibuli de façon à permettre l'approvisionnement continu en charbon de la grande aciérie de Roustavi en Géorgie orientale.
La crise économique des années 1990 après l'éclatement de l'Union soviétique, ainsi que le déclin de l'industrie du charbon, ont entraîné le déclin de la population de Tkibouli d'environ un tiers.

### Démographie
| année | habitants |
| ----- | --------- |
| 1897  | 800       |
| 1959  | 22.702    |
| 1970  | 23.153    |
| 1979  | 21.821    |
| 1989  | 21.867    |
| 2002  | 14.454    |
| 2009  | 13.800    |
| 2014  | 9.770     |

### Activités et liaisons
- La principale activité tourne encore autour de la mine de charbon. Il y en avait neuf en activité, mais aujourd'hui il n'en reste qu'une seule.
- Tkibouli est aussi connue pour le thé qui y est cultivé et vendu dans tout le pays.
- Le bâtiment est resté une activité notable, ainsi que la gestion de la forêt.

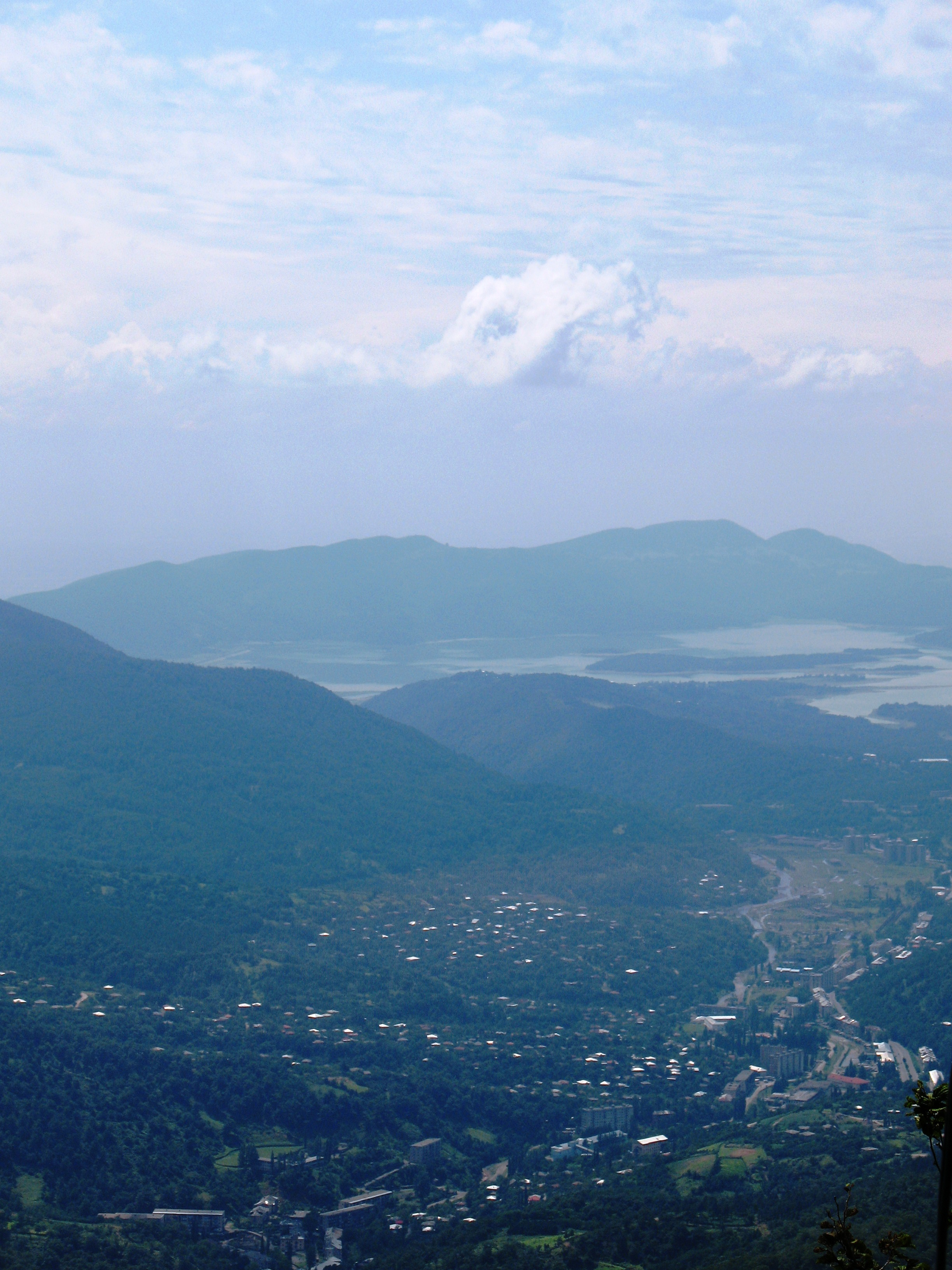
La ville et le réservoir de Tkibouli

Au sud de la ville, en suivant la rivière homonyme, se trouve depuis 1956 la centrale hydroélectrique de Tkibouli ou de Dsewrula, d'une capacité de 80 MW, avec le lac artificiel qu'elle a créé. Au-delà de la crête de Nakerala, la Schaori qui coule vers le nord vers la Rioni a permis de créer un autre réservoir plus vaste pour la centrale hydroélectrique de Schaori avec une capacité de 38 MW, entrée en service en 1955. Les deux centrales électriques fonctionnent aujourd'hui pour Energo-Pro Géorgie, qui appartient à la société tchèque Energo-Pro.
En plus de la voie de chemin de fer qui relie Tkibouli à Tbilissi et à Poti, électrifiée depuis 1948, les routes permettent la jonction au sud ouest avec Koutaïssi, au nord en passant le col du Nakerala (1214 m) avec Ambrolaouri (à 42 km par la route, 25 km à vol d'oiseau), capitale de la région de Ratcha-Letchkhoumie et Basse Svanétie.

## District (raion)
Le district de Tkibouli (en géorgien : ტყიბულის მუნიციპალიტეტი) est le raion centré sur la ville homonyme, qui s'étend sur les deux rives de la rivière aussi appelée Tkibouli. Il est principalement montagneux et couvert de forêts. La superficie totale est de 478 km² et sa population avoisine les 20 839 habitants (2014).

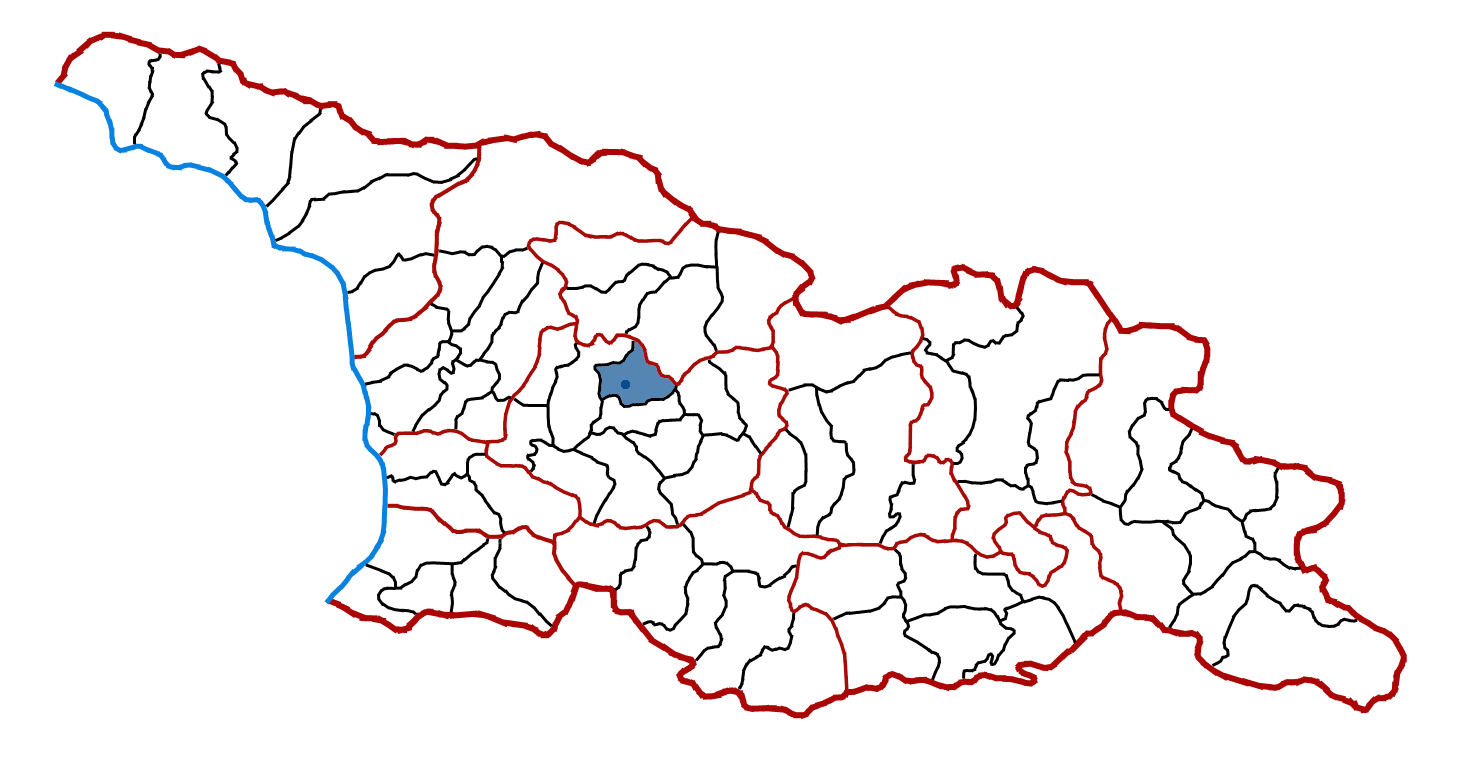

## Personnalités liées
- Kakhi Kavsadze (1935-2021), acteur soviétique puis géorgien.
- Ketevan Losaberidze (1949-2022), archère, championne olympique et du monde.
- Tariel Oniani (1952-), gangster géorgien.

## Sources